# Луисвил (Небраска)
Луисвил (енгл. Louisville) град је у америчкој савезној држави Небраска.

## Демографија
По попису из 2010. године број становника је 1.106, што је 60 (5,7%) становника више него 2000. године.
| Група             | 2000.         | 2010.         |
| Белци             | 1.018 (97,3%) | 1.063 (96,1%) |
| Афроамериканци    | 0 (0,0%)      | 6 (0,5%)      |
| Азијати           | 5 (0,5%)      | 1 (0,1%)      |
| Хиспаноамериканци | 20 (1,9%)     | 15 (1,4%)     |
| Укупно            | 1.046         | 1.106         |